# 徐有芳
徐有芳（1939年12月—），安徽广德人，中国共产党及中华人民共和国官员，曾任中华人民共和国林业部部长。

## 生平
徐有芳是大学文化，1963年8月参加工作，1973年4月加入中国共产党，中国科学院名誉研究员。1963年毕业于安徽农学院林学专业。1963年8月到1973年10月，任吉林省八家子林业局营林处技术员、计划科计划员、政治部宣传科科员、党办秘书。1973年10月到1981年11月，任吉林省林业厅计划处工程师、副处长。1981年11月到1983年4月，任吉林省露水河林业局常务副局长、党委常委。1983年4月到1985年1月，任吉林省林业厅副厅长、党组成员，吉林省林业工业联合公司经理、分党组书记。1985年1月到1986年3月，任林业部林业工业局局长。1986年3月到1993年3月，任林业部副部长、党组成员。1987年5月任大兴安岭森林火灾扑火指挥部副总指挥。1993年3月到1997年7月，任林业部部长、党组书记。1993年到1998年，任全国绿化委员会副主任、办公室主任。1994年任中国防治沙漠化协调小组组长。1996年6月到1997年6月，兼任国务院环境保护委员会副主任。1997年2月，任首都绿化委员会副主任委员。
1997年7月，被中共中央任命为中共黑龙江省委书记。1998年4月，在中共黑龙江省第八届委员会第一次全体会议上当选为中共黑龙江省委书记。1999年2月黑龙江省九届人大二次会议上，补选为黑龙江省第九届人大常委会主任。2002年4月29日，中共黑龙江省第九届委员会第一次全体会议选举徐有芳为中共黑龙江省委书记。2003年1月，当选黑龙江省第十届人大常委会主任。2003年4月，黑龙江省十届人大常委会二次会议上，徐有芳辞去主任职务，会议补选宋法棠为主任。
2003年4月至2007年7月，任中央农村工作领导小组副组长（正部长级）。他是中共第十五、十六届中央委员。